# Neotragus
Neotragus is een geslacht van zoogdieren uit de  familie van de Bovidae (Holhoornigen). De wetenschappelijke naam van het geslacht werd in 1827 gepubliceerd door Charles Hamilton Smith.

## Soorten
Er wordt 1 soorten in dit geslacht geplaatst:
- Neotragus pygmaeus (Linnaeus, 1758) – Dwergantilope

De soorten uit het geslacht Nesotragus worden soms ook tot dit geslacht gerekend.